# 1949年の日本
1949年の日本（1949ねんのにほん）では、1949年（昭和24年）の日本の出来事・流行・世相などについてまとめる。

## 他の紀年法
日本では、西暦の他にも以下の紀年法を使用している。なお、以下の紀年法は西暦と月日が一致している。
- 元号
  - 昭和24年
- 神武天皇即位紀元
  - 皇紀2609年
- 干支
  - 己丑（つちのと うし）

## 在職者
- 連合国軍最高司令官総司令部: ダグラス・マッカーサー
- 天皇: 裕仁
- 内閣総理大臣: 吉田茂（民主自由党）
- 内閣官房長官: 
  - 1月1日から2月16日まで佐藤栄作（民主自由党）
  - 2月16日から12月31日まで増田甲子七（民主自由党）
- 最高裁判所長官: 三淵忠彦
- 衆議院議長:
  - 1月1日から2月10日まで空席
  - 2月11日から12月31日まで幣原喜重郎（民主自由党）
- 参議院議長:
  - 1月1日から11月14日まで松平恆雄（緑風会）
  - 11月15日から12月31日まで佐藤尚武（緑風会）
- 国会: 第5回（特別会: 2月11日 - 5月31日）、第6回（臨時会: 10月25日 - 12月3日）

## できごと

### 1月
- 1月23日 - 第24回衆議院議員総選挙が行われた[1]。
- 1月25日 - 益田事件
- 1月26日 - 法隆寺金堂壁画焼失。法隆寺の金堂が電気座布団の失火で焼失した[2]。

### 2月
- 2月1日 - 「スポーツニッポン」が創刊。
- 2月11日 - 第5特別国会召集（5月31日閉会）。
- 2月18日 - 岡山県吉備郡岡田村の浮浪者収容施設「岡田更生館」における収容者への虐待を毎日新聞が報道する。
- 2月20日 - 秋田県能代市で大火。

### 3月
- 3月1日 - ピジョン、キャップ式広口哺乳器を発売。
- 3月7日 - 日本、ドッジ・ライン（財政引き締め）実施。
- 3月30日 - 新潟県西頸城郡名立町の海岸で機雷が爆発。63人が死亡。

### 4月
- 東京理科大学設立。
- 4月1日
  - 東京証券取引所設立。
- 4月7日 - 高田ドブロク事件
- 4月14日 -後楽園球場で開催された巨人対南海の試合中、巨人の三原脩監督が南海の筒井敬三を殴打。三原は出場停止処分を受ける。
- 4月16日 - 東京・後楽園に場外馬券売り場ウインズ後楽園がオープン。
- 4月25日 - 1ドル360円の単一為替レートが設定された[3]。

### 5月
- 5月16日 - 東京、大阪、名古屋の3証券取引所が取引再開。
- 5月25日 - 通商産業省（現・経済産業省）発足。
- 5月27日 - 日本空手協会 設立
- 5月31日
  - 国立学校設置法施行（新制大学が発足）。
  - 行政機関職員定員法が公布された[4]。
- 5月 - GHQの指示により、吉田茂内閣、人員整理のための「定員法」を定める。

### 6月
- 西南学院大学設立。
- 6月1日
  - 専売局が大蔵省より分離独立し日本専売公社が発足。「しんせい」発売。
  - 運輸省に代わり国有鉄道事業を行う公共企業体日本国有鉄道が発足。
  - 日本工業規格（JIS）を規定する工業標準化法が制定される。
- 6月2日 - 本郷事件。
- 6月10日 - 社会教育法公布。
- 6月30日 - 平事件。

### 7月
- 相沢忠洋が群馬県の岩宿遺跡にて旧石器を発見。旧石器の発見は日本初（→日本の旧石器時代）。
- 7月4日
  - 定員法による国鉄の大量人員整理が始まり、3万人以上の第一次馘首が発表される。
  - 貸金業者「光クラブ」を運営していた東京大学学生の山崎晃嗣が物価統制令違反で逮捕された。（詳細は光クラブ事件を参照）
- 7月6日 - 日本国有鉄道総裁の下山定則が常磐線北千住・綾瀬間の線路上で轢死体となって発見された。（下山事件）[5]
- 7月12日 - 国鉄の第二次馘首6万3000人が発表される。
- 7月15日 - 国鉄三鷹駅で車庫の無人電車が暴走し、駅にいた乗降客6人が死亡し、数十人がけがをした。（三鷹事件）[6]
- 7月19日 - 民間情報教育局（CIE）顧問イールズが新潟大学開学式で赤色教授追放を訴える（イールズ声明、その後大阪大学など20数校で同様の演説を行う）。

### 8月
- 8月1日 - 新デザインの五円硬貨が発行される（その後1959年に文字の書体のみ変更）。
- 8月6日 - 青森県弘前市で弘前医科大学教授松永藤雄の妻が殺害される。
- 8月16日 - 全米水上選手権大会の男子水泳自由形で古橋広之進が1500メートルに18分29秒9、400メートルに4分33秒3、800メートルに9分35秒のいずれも世界新記録で優勝した[7]。
- 8月17日 - 東北本線松川駅 - 金谷川駅間で故意にレールが外されたことにより列車が脱線転覆、乗務員3人が死亡。
- 8月26日 - シャウプを団長とするシャウプ使節団が、シャウプ勧告をGHQに提出。
- 8月31日
  - キティ台風（死者135人）。
  - 北海道拓殖鉄道東瓜幕駅 - 上士幌駅間がこの日限りで休止。

### 9月
- 9月1日
  - 大日本麦酒が朝日麦酒と日本麦酒に分割される。
  - 鐘紡から非繊維事業が分社化され、鐘淵化学工業が発足。
  - 日本弁護士連合会結成。
- 9月13日 - 東北地方で発生していた朝鮮人窃盗団による連続窃盗事件「ワ号事件 (連続窃盗事件)」で初の逮捕者。
- 9月15日
  - 国鉄でダイヤ改正。戦後初の特急列車「へいわ」が東京駅 - 大阪駅間で運行開始。
  - コロンビア大学教授のカール・シャウプを団長とする税制使節団が来日した[8]。
- 9月20日 - 武生事件。

### 10月
- 10月12日 - メジャーリーグベースボールのAAAリーグのサンフランシスコ・シールズが来日した[9]。
- 10月19日 - 朝鮮学校閉鎖令
- 10月25日 - 第6臨時国会召集（12月3日閉会）。

### 11月
- 11月1日
  - 現在のワコールの前身である和江商事が設立される。
  - 日本が対面交通を取り入れ、歩行者は右側通行に（車道と歩道・路側帯の区別の付かない道路に限る）[10]。
- 11月2日 - 後楽園球場隣に後楽園競輪場が完成。
- 11月3日 - 湯川秀樹が1934年（昭和9年）の中間子の存在の予言などで、ノーベル物理学賞を受賞した。日本人のノーベル賞受賞はこれが初めてだった[11]。
- 11月10日 - 長谷川町子の4コマ漫画『サザエさん』の連載が朝日新聞夕刊で開始[12]。
- 11月18日 - 岳南鉄道（現・岳南電車）開業。
- 11月22日 - まるは球団（現在の横浜DeNAベイスターズ）設立。
- 11月26日 - 当時のプロ野球の統括組織であった日本野球連盟が多数の新規参入に起因する問題によりこの日をもって解体され、同時にパシフィック・リーグが設立される。間もなくセントラル・リーグも設立され、翌年より日本のプロ野球は2リーグに分裂して試合が開催されることとなった。

### 12月
- 12月 - 民生デイゼル工業が日本初のリヤエンジンバスを発表。
- 12月1日 - 京阪電気鉄道が京阪神急行電鉄から分離されて再発足。
- 12月1日 - 郵政省、初のお年玉付年賀はがきを販売。特等はミシンだった。
- 12月4日 - 第7国会召集。

### 事件
（上記事件以外）

- 3月30日：名立機雷爆発事件
- 4月6日から13日：枝川事件
- 4月7日から11日：高田ドブロク事件
- 5月9日：予讃線事件
- 6月：贓物衣料切符事件
- 6月2日：本郷事件
- 6月10日：菅野村強盗殺人・放火事件
- 6月30日：平事件
- 7月14日から7月19日：塩釜事件
- 8月6日：弘前大教授夫人殺し事件
- 8月19日から21日：下関事件 (騒乱)
- 9月14日：小田原一家5人殺害事件
- 9月20日：武生事件
- 最高裁判所誤判事件

## 芸術・文化・ファッション

### 流行
- 湯川秀樹が日本人で初めてノーベル賞を受賞したことにより、理論物理学ブームが大到来。
- 物理学ブーム

### 出版

#### 文学
- 芥川賞
  - 第21回（1949年上半期） - 小谷剛 『確証』、由起しげ子『本の話』
  - 第22回（1949年下半期） - 井上靖 『闘牛』
- 直木賞
  - 第21回（1949年上半期） - 富田常雄『面』『刺青』
  - 第22回（1949年下半期） - 山田克郎『海の廃園』

ベストセラー
- 谷崎潤一郎『細雪』
- 吉川英治『宮本武蔵』

### 演劇
歌舞伎
宝塚歌劇団

### 映画
- 青い山脈（監督：今井正、主演：原節子・池部良）
- 野良犬（監督：黒澤明）

## スポーツ
野球
- 8月13日から20日：第31回全国高等学校野球選手権大会
- 4月1日から6日：第21回選抜高等学校野球大会
- 8月7日から14日：第20回都市対抗野球大会
- プロ野球
  - 1949年の大阪タイガース
  - 1949年の大映スターズ
  - 1949年の大陽ロビンス
  - 1949年の中日ドラゴンズ
  - 1949年の東急フライヤーズ
  - 1949年の南海ホークス
  - 1949年の阪急ブレーブス
  - 1949年の読売ジャイアンツ
- プロ野球優勝チーム（1リーグ制最後の年）
  - 読売ジャイアンツ

1949年の相撲
- 大相撲（幕内最高優勝）
  - 春場所　東富士謹一
  - 夏場所　増井山大志郎
  - 秋場所　千代ノ山雅信

ラグビー
- 1月 - 第28回全国高等学校ラグビーフットボール大会

### 総合競技大会
- 第4回国民体育大会 (東京国体)
  - 第4回国民体育大会バレーボール競技

## 誕生

### 1月
- 1月1日 - 高田渡、シンガーソングライター（+ 2005年）
- 1月1日 - 永田萠、絵本作家
- 1月1日 - 薄井ゆうじ、小説家、詩人
- 1月1日 - 平山英雄、元プロ野球選手
- 1月1日 - 沢田亜矢子、女優
- 1月1日 - 星光子、女優
- 1月1日 - 浮島敏男、政治家（自民党）
- 1月1日 - 千田正穂、フリーアナウンサー（元NHKアナウンサー）
- 1月1日 - Mr.マリック（戸籍上）、マジシャン、タレント
- 1月2日 - 奥田敏輝、元プロ野球選手（+ 2006年）
- 1月2日 - 高野悦子、二十歳の原点で知られる大学生（+ 1969年）
- 1月5日 - 平林二郎、プロ野球選手
- 1月6日 - 矢吹二朗、元俳優、千葉真一の実弟
- 1月8日 - 木田高介、ミュージシャン（+ 1980年）
- 1月8日 - 佐々木剛、プロ野球選手
- 1月9日 - 甲斐和雄、プロ野球選手
- 1月11日 - 森本英世、歌手
- 1月11日 - 白滝政孝、プロ野球選手
- 1月12日 - 羽田健太郎、作曲家・ピアニスト（+ 2007年）
- 1月12日 - 村上春樹、小説家
- 1月14日 - 本地洋一、岐阜放送アナウンサー
- 1月14日 - 忍全功、元プロ野球選手
- 1月15日 - 金子成人、脚本家
- 1月15日 - 須山成二、プロ野球選手
- 1月16日 - 内山まもる、漫画家（+ 2011年）
- 1月16日 - 鴨下一郎、政治家（自民党）
- 1月18日 - 伊原春樹、元プロ野球選手、西武ライオンズ、オリックス・ブルーウェーブ監督
- 1月19日 - 辻哲也、プロ野球選手
- 1月20日 - 渡辺達生、写真家
- 1月20日 - 坂本由紀子、政治家
- 1月20日 - 北公次、歌手、タレント（+ 2012年）
- 1月20日 - 藤井信行、プロ野球選手
- 1月23日 - 平浩二、歌手
- 1月23日 - 佐々木丸美、小説家（+ 2005年）
- 1月24日 - 吉田理保子、声優
- 1月25日 - さとう宗幸、歌手
- 1月25日 - 忠津陽子、漫画家
- 1月26日 - 小川知子、歌手、女優
- 1月26日 - 叶精作、漫画家
- 1月28日 - 市村正親、俳優
- 1月29日 - 宮下順子、女優
- 1月30日 - 団時朗、俳優（+ 2023年）
- 1月30日 - 亀和田武、作家、コラムニスト
- 1月31日 - 藤掛廣幸、作曲家

### 2月
- 2月2日 - おぼん（おぼん・こぼん）、漫才コンビ、漫才協会副会長
- 2月3日 - 北村哲治、プロ野球選手
- 2月5日 - 井上洋一、元プロ野球選手
- 2月5日 - 住友秀雄、プロ野球選手
- 2月6日 - 矢沢透、元アリスのドラマー、ミュージシャン
- 2月6日 - 及川洋治、プロ野球選手
- 2月7日 - 柳井正、実業家
- 2月7日 - 青山ミチ、歌手（+ 2017年）
- 2月9日 - 荒木しげる、俳優、ドラマー（+ 2012年）
- 2月10日 - 若草恵、作曲家
- 2月10日 - 渡辺雪三郎、デザイナー
- 2月10日 - 亀山郁夫、ロシア文学者、東京外国語大学学長
- 2月11日 - 剛たつひと、俳優、レポーター
- 2月12日 - やまざきかずお、アニメーター、アニメーション演出家
- 2月13日 - 佐藤B作、俳優
- 2月13日 - 南こうせつ、シンガーソングライター
- 2月13日 - 川田悦子、政治家
- 2月15日 - 船水徳雄、日本画家
- 2月16日 - 加藤敏幸、政治家
- 2月17日 - 加藤唯史、漫画家（+ 2017年[13]）
- 2月17日 - 田島令子、女優、声優
- 2月18日 - 吉川なよ子、女子プロゴルファー
- 2月20日 - 柴田宋休、陶芸家、浄土宗僧侶、詩画作家、エッセイスト
- 2月20日 - 大西譲治、プロ野球選手
- 2月21日 - 真島俊夫、作曲家、編曲家（+ 2016年[14]）
- 2月22日 - 浅野啓司、元プロ野球選手
- 2月24日 - 松本留美、女優
- 2月26日 - 小宮健吾、俳優
- 2月26日 - 海江田万里、政治家、経済評論家
- 2月26日 - 米田徹、政治家
- 2月27日 - 笑福亭福笑、落語家
- 2月28日 - 惣領泰則、作曲家
- 2月28日 - 鮫島康夫、プロ野球選手

### 3月
- 3月6日 - 髙橋真梨子、歌手
- 3月9日 - 藤野貞義、アニメ音響スタッフ
- 3月9日 - 中野雅晴、カーレーサー（+ 1973年）
- 3月10日 - 大門正明、俳優
- 3月10日 - 三笠優子、演歌歌手
- 3月13日 - 高木由一、元プロ野球選手
- 3月14日 - 藤堂志津子、小説家
- 3月15日 - 杉田久雄、元プロ野球選手
- 3月17日 - 大木勝年、プロ野球選手
- 3月18日 - 今宮純、モータースポーツジャーナリスト（+ 2020年）[15]
- 3月19日 - 平野博文、衆議院議員
- 3月20日 - 新藤恵美、女優
- 3月20日 - 高泉秀輝、プロ野球選手
- 3月20日 - 佐々木茂、プロ野球選手
- 3月22日 - 逢川亮子、声優
- 3月22日 - 山田明郷、俳優
- 3月23日 - 江畑謙介、軍事評論家、元拓殖大学海外事情研究所客員教授（+ 2009年）
- 3月26日 - 門田新一、元プロボクサー
- 3月28日 - 伊武雅刀、俳優、声優
- 3月29日 - 五嶋節、株式会社オフィスGOTO代表取締役
- 3月30日 - 桂雀三郎、落語家、ミュージシャン
- 3月31日 - 千葉マリア、歌手・タレント

### 4月
- 4月1日 - 星田良子、TVドラマディレクター
- 4月2日 - 富田たかし、心理学者
- 4月2日 - 鷲羽山佳和、大相撲力士、年寄出羽海
- 4月2日 - 海老原清治、プロゴルファー
- 4月2日 - 岡田光雄、プロ野球選手
- 4月3日 - 早川実、プロ野球選手
- 4月3日 - 滝本康正、プロ野球選手
- 4月5日 - 柴田民男、プロ野球選手
- 4月5日 - 安藤峰雄、プロ野球選手
- 4月5日 - 原秀樹、プロ野球選手
- 4月8日 - 奥宮種男、元プロ野球選手
- 4月11日 - 古賀正明、元プロ野球選手
- 4月11日 - 武田鉄矢、歌手、俳優
- 4月11日 - 小田芳男、プロ野球選手
- 4月13日 - 沢井孝子、女優
- 4月13日 - 五月女豊、元プロ野球選手
- 4月14日 - 吉岡悟、元プロ野球選手
- 4月15日 - 酒井和歌子、女優
- 4月16日 - 門田俊、俳優
- 4月18日 - 谷口隆義、政治家
- 4月18日 - 鈴木康二朗、元プロ野球選手
- 4月20日 - 松原秀行、小説家・随筆家
- 4月20日 - 岡本信、ミュージシャン（+ 2009年）
- 4月20日 - 中新井明、プロ野球選手
- 4月20日 - 石村賢二郎、プロ野球選手
- 4月21日 - 矢野立美、作曲家
- 4月22日 - 相本和則、プロ野球選手
- 4月23日 - 吉良修一、元プロ野球選手
- 4月23日 - 平野光泰、元プロ野球選手（+ 2023年）
- 4月23日 - 冠二郎、歌手（+ 2024年）
- 4月23日 - 千石正一、動物学者（+ 2012年）
- 4月24日 - 細山長司、釣り師
- 4月25日 - 中丸新将、俳優
- 4月25日 - 渡辺勉、プロ野球選手
- 4月26日 - 風間杜夫、俳優
- 4月27日 - 西岡三四郎、元プロ野球選手
- 4月27日 - 藤原喜明、プロレスラー
- 4月28日 - 猿渡寛茂、元プロ野球選手
- 4月29日 - 三橋豊夫、プロ野球選手
- 4月30日 - 杉本真人、作曲家

### 5月
- 5月1日 - 関本四十四、元プロ野球選手
- 5月3日 - カーリー西條、料理研究家、タレント
- 5月5日 - 大村憲司、ギタリスト （+ 1998年）
- 5月5日 - 桑野議、元プロ野球選手
- 5月6日 - 島香裕、声優（+ 2019年）
- 5月10日 - 高橋伴明、映画監督
- 5月11日 - 二木てるみ、女優、声優
- 5月12日 - 萩尾望都、漫画家
- 5月13日 - 弘田澄男、元プロ野球選手
- 5月14日 - 吉岡邦広、プロ野球選手
- 5月14日 - 金井元三、プロ野球選手
- 5月15日 - きたやまようこ、絵本作家
- 5月17日 - 加納茂徳、元プロ野球選手
- 5月18日 - 井上コオ、漫画家
- 5月22日 - 東孝、武道家（+ 2021年）
- 5月22日 - 大竹まこと、タレント
- 5月22日 - 牧野節子、児童文学作家
- 5月25日 - 葛城ユキ、歌手（+ 2022年）
- 5月26日 - 須貝四郎、元騎手、競馬評論家（+ 1994年）
- 5月30日 - 道原裕幸、元プロ野球選手
- 5月30日 - 火野正平、俳優（+ 2024年）
- 5月31日 - 金子勝美、プロ野球選手

### 6月
- 6月3日 - 内田照文、プロ野球選手
- 6月5日 - 三笑亭夢之助、落語家
- 6月5日 - ガッツ石松、元プロボクサー・タレント
- 6月5日 - 辻原幸雄、プロ野球選手
- 6月6日 - 中村勝広、元プロ野球選手（+ 2015年）
- 6月6日 - 前田三夫、高校野球指導者
- 6月7日 - 岸部四郎、俳優・歌手（+ 2020年）
- 6月9日 - 石井輝比古、プロ野球選手
- 6月10日 - 河原明、元プロ野球選手
- 6月10日 - 鎌田幸雄、プロ野球選手
- 6月11日 - 佐川一政、小説家・パリ人肉事件の犯人
- 6月13日 - 榊原良行、元プロ野球選手（+ 2023年）
- 6月18日 - 林静男、京王百貨店第11代代表取締役社長
- 6月18日 - 水島総、日本文化チャンネル桜社長、政治活動家
- 6月20日 - 荒勢永英、元大相撲力士・タレント（+ 2008年）
- 6月21日 - 牧れい、女優・歌手
- 6月22日 - 飯尾尊雄、プロ野球選手
- 6月25日 - 三平孝広、プロ野球選手
- 6月27日 - 永山則夫、（元死刑囚) 作家（+ 1997年）
- 6月28日 - 佐藤洋二郎、小説家
- 6月29日 - 中田カウス、漫才師
- 6月30日 - 山本和行、元プロ野球選手

### 7月
- 7月 - 桐山襲、小説家
- 7月3日 - 原田眞人、映画評論家・映画監督
- 7月5日 - 川藤幸三、元プロ野球選手
- 7月5日 - 富田達夫、技術者、経営者
- 7月5日 - 長野哲、元プロ野球選手
- 7月6日 - 諸星大二郎、漫画家
- 7月6日 - 崔洋一、映画監督・脚本家・俳優
- 7月7日 - 上田正樹、歌手
- 7月7日 - 山本孝史、政治家
- 7月8日 - 大木凡人、タレント・レポーター
- 7月9日 - 杉山重雄、プロ野球選手
- 7月11日 - 沢田雅美、女優
- 7月14日 - 早川紀代秀、元オウム真理教幹部、元死刑囚（+ 2018年）
- 7月16日 - 松本隆、作詞家
- 7月18日 - 北原ミレイ、歌手
- 7月18日 - 三浦正規、プロ野球選手
- 7月19日 - 山林明雄、プロ野球選手
- 7月20日 - 間寛平、タレント
- 7月20日 - 藤田一枝、政治家
- 7月22日 - 高杉俊介、俳優・歌手
- 7月23日 - 前田雅英、法学者
- 7月23日 - 井上正晴、プロ野球選手
- 7月24日 - 吉田誠、プロ野球選手
- 7月26日 - 土田早苗、女優
- 7月27日 - 勝野洋、俳優
- 7月29日 - 久保田一、プロ野球選手
- 7月30日 - 甲賀真理子、ファッションデザイナー

### 8月
- 8月1日 - つのだ☆ひろ、歌手、ドラマー
- 8月3日 - 野上俊夫、元プロ野球選手
- 8月4日 - 今井雄太郎、元プロ野球選手
- 8月4日 - 高岡建治、俳優
- 8月4日 - 村上忠則、野球選手
- 8月5日 - 片平晋作、元プロ野球選手（+2018年[16]）
- 8月5日 - 植村秀明、プロ野球選手
- 8月5日 - 上森合直幸、プロ野球選手
- 8月6日 - 斎藤英雄、プロ野球選手
- 8月7日 - 堀田芳信、プロ野球選手
- 8月8日 - 楠本秀雄、プロ野球選手
- 8月12日 - 皆木敏夫、プロ野球選手
- 8月14日 - 吉田健志、作曲家、ベーシスト
- 8月15日 - 正岡真二、元プロ野球選手
- 8月15日 - 大島忠一、元プロ野球選手
- 8月18日 - 森安秀光、棋士（+ 1993年）
- 8月22日 - 平山みき、歌手
- 8月29日 - 小出裕章、工学者
- 8月31日 - 大和田正海、プロ野球選手

### 9月
- 9月2日 - 東新昇、プロ野球選手
- 9月4日 - 四代目旭堂南陵、講談師（+ 2020年[17][18]）
- 9月5日 - 小松みどり、歌手、女優
- 9月7日 - 玉井信博、元プロ野球選手
- 9月8日 - 原田明、化学者
- 9月8日 - 青江ひとみ、作詞家
- 9月8日 - 坂本義雄、プロ野球選手
- 9月8日 - 岩佐基治、プロ野球選手
- 9月14日 - 矢沢永吉、歌手
- 9月15日 - 藤野真紀子、料理研究家・政治家
- 9月19日 - 一条ゆかり、漫画家
- 9月19日 - 山口小夜子、ファッションモデル（+ 2007年）
- 9月21日 - 松田優作、俳優（+ 1989年）
- 9月21日 - 宮武一貴、メカニックデザイナー、イラストレーター
- 9月23日 - 畑野実、プロ野球選手
- 9月25日 - 菊地秀行、小説家
- 9月29日 - 西城恵一、天文学者
- 9月29日 - 板東順司、プロ野球選手

### 10月
- 10月5日 - やしきたかじん、歌手、タレント（+ 2014年[19]）
- 10月5日 - 後藤謙次、キャスター
- 10月5日 - 照屋林賢、音楽家
- 10月11日 - 羽柴誠三秀吉、実業家（+ 2015年）
- 10月14日 - 佐藤陽子、ヴァイオリニスト
- 10月15日 - 桐谷広人、将棋棋士、投資家
- 10月20日 - 宇江佐真理、時代小説作家（+ 2015年）
- 10月21日 - 大場政夫、プロボクサー（+ 1973年）
- 10月21日 - 有田哲三、プロ野球選手
- 10月22日 - 松金よね子、女優、声優
- 10月24日 - 横山晴久、プロ野球選手
- 10月27日 - 堀内孝雄、歌手
- 10月29日 - 高橋英二、プロ野球選手
- 10月29日 - 寺沢高栄、プロ野球選手
- 10月31日 - 小野紀明、政治学者

### 11月
- 11月1日 - 上林成行、プロ野球選手
- 11月2日 - 山田直政、プロ野球選手
- 11月3日 - 藤村修、政治家
- 11月8日 - 大田垣耕造、アマチュア野球指導者
- 11月11日 - 河井昭司、プロ野球選手
- 11月13日 - 鳴瀬喜博、ベーシスト
- 11月14日 - 速水亮、俳優
- 11月14日 - 西城隆詞、アニメデザイナー
- 11月17日 - 三浦政基、元プロ野球選手
- 11月17日 - 渡辺一夫、プロ野球選手
- 11月17日 - 小林一夫、プロ野球選手
- 11月18日 - 斉木しげる、俳優、タレント
- 11月19日 - 松崎しげる、歌手・俳優・タレント
- 11月22日 - 醍醐恒男、プロ野球選手
- 11月24日 - 江島巧、元プロ野球選手
- 11月25日 - 関川夏央、作家・ジャーナリスト
- 11月26日 - 星野秀孝、元プロ野球選手
- 11月26日 - たむらしげる、絵本作家・イラストレーター・映像作家
- 11月27日 - 村田兆治、元プロ野球選手、ロッテ・オリオンズ投手（+2022年）
- 11月28日 - 名木田恵子、児童文学作家

### 12月
- 12月2日 - 池田秀一[20]、声優
- 12月11日 - 東彩子、ヴァイオリニスト
- 12月12日 - 大井利夫、映画監督・演出家
- 12月16日 - 森田健作、俳優・政治家
- 12月17日 - 原野一博、プロ野球選手
- 12月19日 - ドクター林、医師、タレント、リングドクター
- 12月19日 - 竹村一義、元プロ野球選手
- 12月20日 - 加藤初、元プロ野球選手（+ 2016年）
- 12月21日 - 聖悠紀、漫画家
- 12月25日 - 大和なでしこ、女優
- 12月25日 - 山口和雄、プロ野球選手
- 12月26日 - 音無美紀子、女優
- 12月27日 - テリー伊藤、演出家、タレント
- 12月28日 - 佐々木恭介、元プロ野球選手
- 12月28日 - 辻博司、元プロ野球選手
- 12月28日 - 北村薫、小説家・推理作家
- 12月31日 - ビートキヨシ、お笑い芸人

### 日付不明
- 藤原喜久男、歌手（元ザ・マミーズ）
- 左近径介、リュート奏者
- 若倉雅登、医学者、眼科医

## 死去
- 1月7日 - 塩野季彦、政治家（* 1880年）
- 1月8日 - 梅津美治郎、日本陸軍の軍人・関東軍総司令官・参謀総長（* 1882年）
- 1月13日 - 財部彪、日清戦争期の海軍軍人・政治家（* 1867年）
- 1月20日 - 中山岩太、写真家（* 1895年）
- 1月21日 - 戴季陶、中国国民党の政治家（* 1891年）
- 1月25日 - 牧野伸顕、外交官・政治家（* 1861年）
- 1月27日 - 松本幸四郎 (7代目)、歌舞伎役者（* 1870年）
- 2月10日 - 安部磯雄、評論家・社会主義運動家（* 1865年）
- 3月2日 - 澤村宗十郎 (7代目)、歌舞伎役者（* 1875年）
- 3月17日 - 青木月斗、俳人（* 1879年）
- 4月5日 - 高野岩三郎、社会統計学者・社会運動家（* 1871年）
- 5月3日 - 井上一雄、漫画家（* 1914年）
- 5月5日 - 長田秀雄、小説家・劇作家（* 1885年）
- 5月6日 - 橋本國彦、作曲家（* 1904年）
- 5月13日 - 中村武羅夫、小説家・評論家（* 1886年）
- 5月17日 - 海野十三、SF作家（* 1897年）
- 6月3日 - 佐藤紅緑、小説家（* 1874年）
- 6月14日 - 川島浪速、戦前期のフィクサー（* 1866年）
- 7月6日 - 下山定則、国鉄総裁（* 1901年）
- 7月10日 - 尾上菊五郎 (6代目)、歌舞伎役者（* 1885年）
- 7月23日 - 姉崎正治、評論家・宗教学者（* 1873年）
- 8月15日 - 石原莞爾、陸軍軍人・思想家（* 1889年）
- 8月27日 - 上村松園、日本画家（* 1875年）
- 9月2日 - 東浦庄治、参議院議員（* 1898年）[21]
- 10月7日 - 斎藤隆夫、衆議院議員（* 1870年）
- 10月12日 - 河上清、ジャーナリスト（* 1873年）
- 10月26日 - 7代目林家正蔵、落語家　（* 1894年）
- 10月29日 - 中島知久平、実業家・中島飛行機創業者（* 1884年）
- 11月3日 - 田中英光、小説家（* 1913年）
- 11月20日 - 若槻禮次郎、大蔵官僚・第25・28代内閣総理大臣（* 1866年）
- 12月11日 - 堀尾文人、元プロ野球選手（* 1907年）
- 12月14日 - 森田草平、作家・翻訳家（* 1881年）
- 12月23日 - 鹿子木員信、日本海軍軍人・哲学者（* 1884年）